# محوطه منجلی
محوطه منجلی مربوط به عصر مفرغ است و در شهرستان ایلام، بخش مرکزی، دهستان میش خاص، روستای حسین‌آباد واقع شده و این اثر در تاریخ ۱۸ اسفند ۱۳۸۷ با شمارهٔ ثبت ۲۵۳۸۵ به‌عنوان یکی از آثار ملی ایران به ثبت رسیده است.